# 鹽寮海濱公園
25°02′32″N 121°55′40″E / 25.042084°N 121.927747°E

2011年沙雕節的全景照

鹽寮海濱公園是位於臺灣新北市貢寮區仁里里的海灘休閒區，為東北角暨宜蘭海岸國家風景區直屬的觀光遊憩區之一，1998年成立。2017年起委外由民間企業經營，並另名為「藍灣海濱休憩園區」。園區內位於鹽寮至福隆之間長達3公里以上的金黄色沙灘，被譽為台灣第一的沙灘，每年並在此舉辦鹽寮沙雕節。

## 沙雕與生態

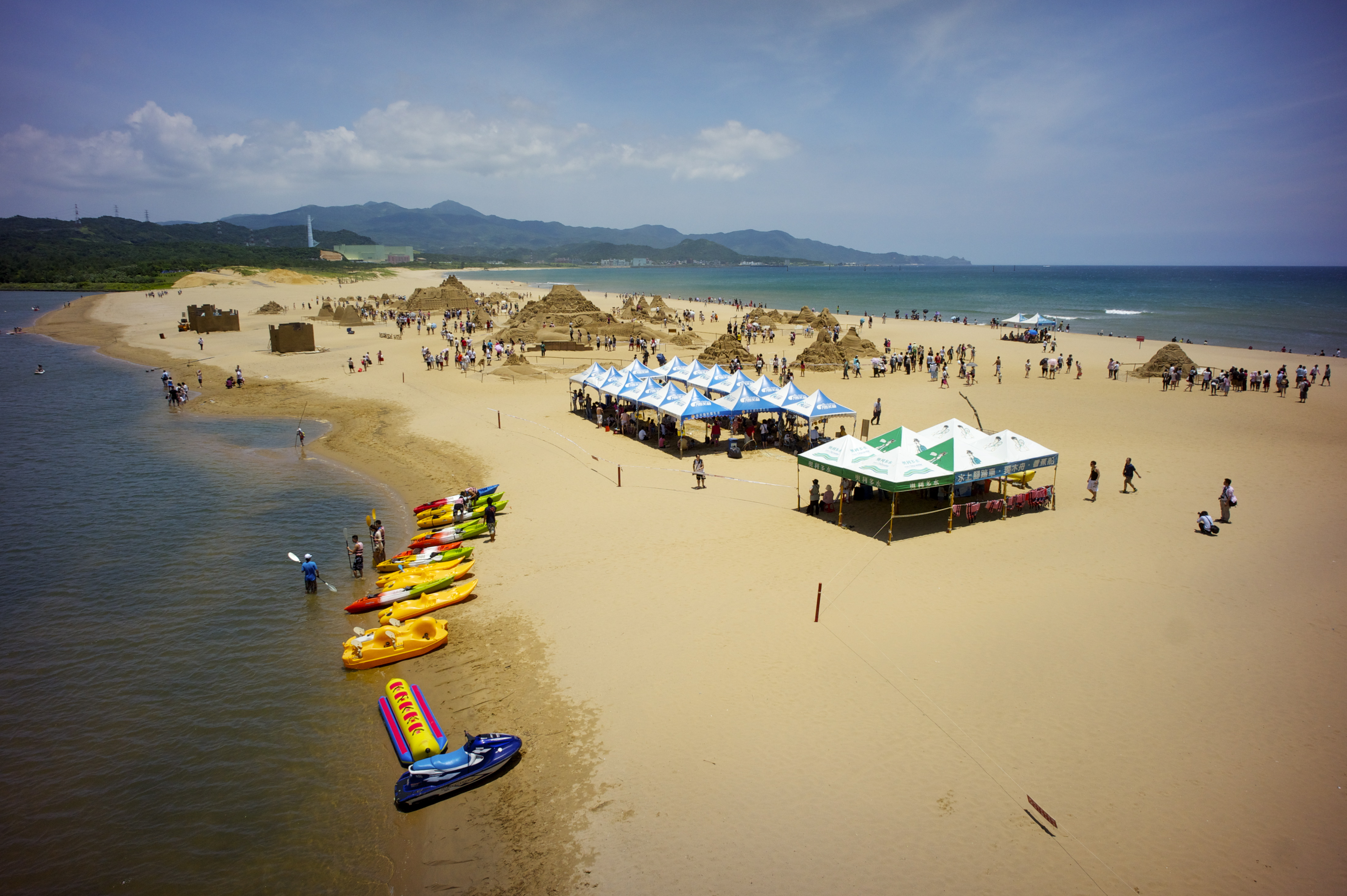
2011年沙雕節

鹽寮海濱公園是東北角海岸風景區的四大濱海公園之一，園內有海水浴場、民俗館、景觀親水池、海濱生態步道等設施。其中鹽寮至福隆之間長達3公里以上的金黄色沙灘，是台灣長度最長的沙灘。
鹽寮海濱公園擁有台灣最長的金色石英沙沙灘，沙灘面積達80公頃，是東北角幅員最寬廣的地方，由於沙質柔軟白細和水後可塑性佳、易膠著，被世界沙雕協會認定，為台灣最適合進行沙雕及玩沙活動的沙灘，此地也舉辦過多次的國際性沙雕競賽。
鹽寮沙雕節已走向國際，如美國沙雕大師柯克蓋瑞，就曾創作大型沙雕作品如故宮紫禁城與水晶宮等；其他國際大師，也曾於此海灘雕出魔幻城堡的巨型沙雕。
在自然生態方面，海濱植物如林投、木麻黃、馬鞍藤、文珠蘭、單花蟛蜞菊、琉球松、月見草、濱防風、濱箬草、白茅等等。

## 核四興建影響
興建中的核四鄰近鹽寮海濱公園，近年來因為核四重件碼頭於鹽寮設置的關係，使鹽寮與福隆之間的沙灘的沙開始流失，致使南端福隆沙灘需要卡車運沙補以維持原狀。貢寮鄉鹽寮反核自救會在抗議核四重件碼頭工程時，曾引用台電內部資料說明核四趕工對鹽寮海濱公園造成破壞。

## 鹽寮抗日紀念碑

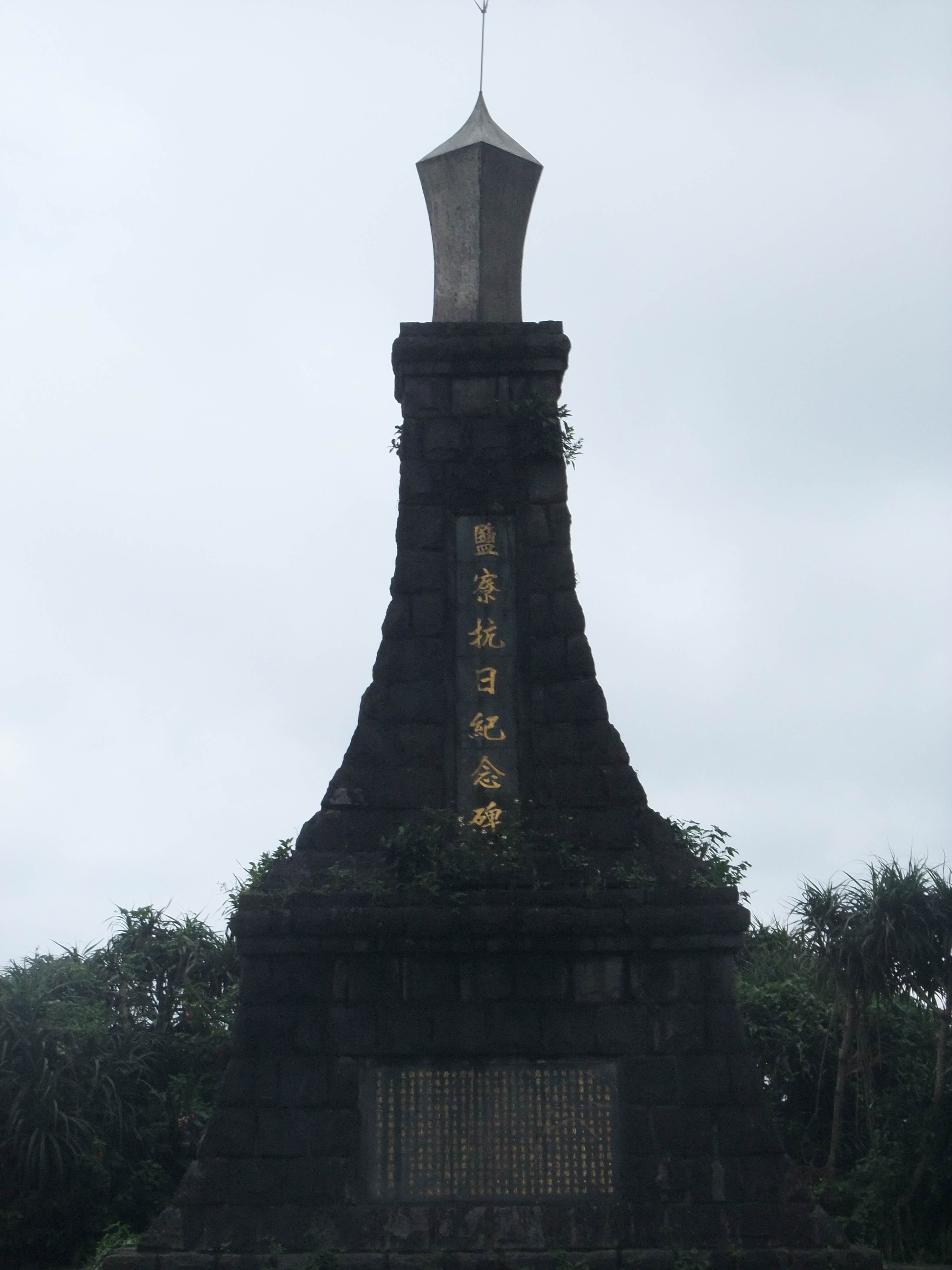
鹽寮抗日紀念碑

公園一處設有一鹽寮抗日紀念碑，該紀念碑前身為澳底御上陸紀念碑，是乙未戰爭期間，因紀念北白川宮能久親王率領近衛師團大軍由澳底登陸一事所立紀念碑，臺灣光復後，鄉公所將原碑廢除，改建為今日樣貌。

## 外部連結
- 鹽寮海濱公園  交通部觀光局（页面存档备份，存于）
- 鹽寮海濱公園(藍灣海濱休憩園區)-新北市觀光旅遊網 （页面存档备份，存于）
- 鹽寮海濱公園（藍灣海濱休憩園區） - 東北角暨宜蘭海岸國家風景區官方網站（页面存档备份，存于）
- 藍灣海濱休憩園區的Facebook專頁